# 窪寺昭
窪寺 昭（くぼでら あきら、1977年1月20日 - 2020年11月13日）は、日本の俳優。東京都出身。ヒラタオフィスと業務委託契約を結んでいた。

## 略歴
日本大学に在学中から、モデル活動を開始。卒業後、本格的に舞台を中心に活動を始める。2003年に実写版『美少女戦士セーラームーン』で敵のクンツァイト役を演じてからはテレビドラマにも出演するようになった。
2020年7月31日付でこれまで所属していたSRプロダクションから離れ、フリーランスの俳優として活動。フリーランスとなってからは、ヒラタオフィスを業務窓口としていた。
2020年11月13日昼すぎ、東京都中野区の自宅でぐったりした状態で見つかり、病院に運ばれたが死亡が確認された。43歳没。現場の状況から自殺と見られている。

## 出演

### テレビドラマ
- 美少女戦士セーラームーン（2003年 - 2004年、CBC・TBS） - クンツァイト[3] / シン 役
- 仮面ライダーシリーズ
  - 仮面ライダー剣（2004年 - 2005年、テレビ朝日） - 金居 役
  - 仮面ライダーキバ 第29 - 31話（2008年8月24日 - 9月7日、テレビ朝日） - 阿鐘 役
  - 仮面ライダーオーズ/OOO 第32・37話（2011年5月1日・6月5日、テレビ朝日） - 藤田医師 役
- 土曜ワイド劇場『警視庁捜査一課強行犯七係』（2005年2月12日、テレビ朝日）
- 月曜ミステリー劇場『ざこ検事 潮貞志の事件簿3』（2005年9月12日、TBS）
- 緋の十字架 第6話（2005年10月11日、東海テレビ）
- 愛の劇場 貞操問答（2005年、TBS） - 木賀逸郎 役
- 轟轟戦隊ボウケンジャー 第23話（2006年8月6日、テレビ朝日） - 鳥羽祐二 役
- 警視庁捜査一課9係 第1シリーズ 第6話（2006年5月24日、テレビ朝日） - 先崎達也 役
- 金曜エンタテイメント特別企画 『踊る!親分探偵〜京都阿波踊り殺人事件〜』（2006年9月22日、フジテレビ） - 須藤久之 役
- 女刑事みずき〜京都洛西署物語〜 第2シリーズ 第1話（2007年7月5日、テレビ朝日） - 柳義雄 役
- キミ犯人じゃないよね? 第6話（2008年5月16日、テレビ朝日） - 三田村弘 役
- ロト6で3億2千万円当てた男 最終話（2008年9月5日、テレビ朝日）- キャバクラの客 役
- ギラギラ 第5話（2008年11月、テレビ朝日）- 幹部ホスト 役
- 銭ゲバ 第2・3話 （2009年1月、MTV）- 三園の同僚 役
- RESCUE 特別高度救助隊 第7話（2009年3月） - 父親 役
- 日曜劇場・ぼくの妹 第1話（2009年3月）- マネージャー 役
- トミカヒーロー レスキューファイアー 第44話（2009年3月、テレビ東京）
- 7万人探偵ニトベ 第3話 （2009年5月8日、BS朝日）- 本田達也 役
- 華麗なるスパイ 第3話 （2009年8月1日、日本テレビ）- 韓国ドラマのヒーロー 役
- まっすぐな男 第4話（2010年2月2日、フジテレビ） - 小野寺 役
- エンゼルバンク・転職代理人 第5話（2010年3月、テレビ朝日）- 社員 役
- 新・警視庁捜査一課9係 第2シリーズ 第11話（2010年9月8日、テレビ朝日） - 神谷学 役
- FACE MAKER 第1話（2010年10月7日、日本テレビ） - キャバクラ従業員 役
- パーフェクト・リポート 第3話（2010年10月31日、フジテレビ） - 野島勝 役
- 美咲ナンバーワン!! 第5話（2011年2月9日、日本テレビ） - 倉田 役
- ハンチョウ〜神南署安積班4 第1話（2011年4月11日、TBS）- 新郎 役
- BOSS 2ndシーズン 第7話（2011年6月2日、フジテレビ） - 親子 役
- ブルドクター 第4話 （2011年7月27日、日本テレビ） - 消防庁の人 役
- 最後から二番目の恋 第4話（2012年1月19日、フジテレビ） - 彼氏 役
- スイッチガール!! 第4話（2012年1月21日、フジテレビ） - イケメン店長 役
- ストロベリーナイト 第6話（2012年2月14日、フジテレビ） - 長塚淳 役
- 13歳のハローワーク 第8話（2012年3月2日、テレビ朝日）- 高級車の男役
- 水曜ミステリー『刑事吉永誠一 涙の事件簿9』（2012年6月20日、テレビ東京） - 遠山巡査 役
- 恋なんて贅沢が私に落ちてくるのだろうか?（2012年、フジテレビ）
- 土曜ワイド劇場『ゴーストライターの殺人取材』（2012年8月4日、テレビ朝日） - 鎌田藤一郎 役
- VISION-殺しが見える女- 第5話（2012年8月9日、読売テレビ） - 桑野 役
- 土曜ワイド劇場『森村誠一の終着駅26 殺意の奔流』（2012年10月27日、テレビ朝日） - ヘアサロン店員 役
- パーフェクト・ブルー 第6話（2012年11月12日、TBS） - パーティー会場の男 役
- HUNTER〜その女たち、賞金稼ぎ〜 第8・9話（2012年11月29日・12月6日、フジテレビ） - 私服刑事 役
- ラストホープ 第4・5・7・8話（2013年、フジテレビ） - 矢野正敏 役
- ラスト♡シンデレラ 第1話（2013年4月11日、フジテレビ）- 合コンの男 役
- 山田くんと7人の魔女 第4話（2014年8月31日、フジテレビ） - ノアの父親 役
- 夜のせんせい 第2話（2014年1月17日、TBS） - パイロット 役
- 世にも奇妙な物語 '14春の特別編「空想少女」（2014年4月5日、フジテレビ） - 織田信長 役
- 花咲舞が黙ってない 最終回（2014年6月18日、日本テレビ） - 広報行員 役
- 警視庁捜査一課9係 第9シリーズ 第6話（2014年8月20日、テレビ朝日） - 篤史 役
- 世にも奇妙な物語 '14秋の特別編「サプライズ」（2014年10月18日、フジテレビ） - 社員 役
- だから荒野 第3・4・8話（2015年1月25日・2月1日・3月1日、テレビ朝日） -  知佐子の彼氏 役
- デート〜恋とはどんなものかしら〜 第3話（2015年2月2日、フジテレビ） - 島袋 役
- 猫侍 SEASON2 第9・11話（2015年6月6日・13日、東名阪ネット6） - 從者 役
- 探偵の探偵 第6・7話（2015年8月13日・20日、フジテレビ） - DV男 役
- いつかこの恋を思い出してきっと泣いてしまう 第9話（2016年3月14日、フジテレビ） - 男性社員 役
- 相棒 season14 第18・19話（2016年3月2日・9日、テレビ朝日） - 斗ヶ沢雄輔 役
- ゆとりですがなにか 第2話（2016年4月24日、日本テレビ） - 広告社員 役
- キャバすか学園 第3話（2016年11月12日、日本テレビ） - キャバクラ従業員 役
- 櫻子さんの足下には死体が埋まっている 第6話（2017年5月28日、フジテレビ） - 花房 役
- アイ〜私と彼女と人工知能〜（2017年10月2日、フジテレビ）- 同僚 役
- 奥様は、取り扱い注意 第1話（2017年10月4日、日本テレビ）- 会場の男 役
- 白日の鴉（2018年1月11日、テレビ朝日） - キャバクラ従業員 役
- ヘッドハンター 第2話（2018年4月23日、テレビ東京） - 井貝 役
- 特捜9 第9話（2018年6月6日、テレビ朝日） - 藤井正巳 役
- 神酒クリニックで乾杯を 第1・2話（2019年1月12日・19日、テレビ東京） - 西脇大和 役
- 都立水商！〜令和〜 第3話（2019年5月19日/5月21日、毎日放送/TBS） - 菅野マネージャー 役
- まだ結婚できない男 第2話（2019年10月15日、フジテレビ） - 佐々木プロデューサー 役
- Re:フォロワー 第3話（2019年10月19日/10月20日、テレビ朝日）- 馬形秀一 役
- シャーロック アントールドストーリーズ 第5話 （2019年11月04日、フジテレビ）
- 駐在刑事 season2 第3話（2020年2月7日、テレビ東京）- 沖永清隆 役
- M 愛すべき人がいて 第4話（2020年6月13日、テレビ朝日）
- ハンサムセンキョ（2020年10月7日、テレビ神奈川）

### 映画
- 渋谷物語（2005年） - ヤクザ 役
- COOL GIRLS クールガールズ（2008年） - コー 役
- 踊る大捜査線 THE MOVIE3 ヤツらを解放せよ!（2010年） - 捜査官 役
- 劇場版TRICK 霊能力者バトルロイヤル（2010年） - 宗教団体天海とペイズリー 信者 役
- ブレイブ -群青戦記-（2021年）
- トリカゴ（2021年公開予定） - 病院職員 役

### CM
- 日清カップヌードル「地下鉄 篇」
- スペースシャワーTV「九州 / 沖縄サミット・キャンペーン」
- DDIポケット「AirH" ヒップハンガー」
- リプトンリモーネ「矢井田瞳 篇」
- マクドナルド カクニパオ「香港アクション 篇」
- NTTドコモ北海道「FOMA捨て猫 篇」「FOMAサプライズ 篇」

### ビデオ
- 警察協会・警視庁 「サイバー犯罪事件簿３」ネットスパイ - 中村主任 役

### スチル
- 池袋東武駅内 ポスター・カタログ
- 丸井カタログ「マルイマグ」
- 渋谷PARCO駅内 ポスター・カタログ
- 花王8×4 MEN 車内吊り・広告

### 舞台

#### AND ENDLESS公演
- 1999年4月 「堕天」「神殿」（2本立て） - 岡田以蔵 役
- 1999年7月 「DRESS〜神説・鬼が島〜」 - 青龍 役
- 1999年10月 「邯鄲の夢」 - リーダー 役
- 1999年12月 「PRAY 〜皇帝か無か〜」 - アルフォンソ・ガルシア・ド・アグレド 役
- 2000年4月 「美しの水 BLUE / RED」 - 藤原泰衡 役
- 2000年7月 「フランスについた日」 - 陸原雄一郎(B) 役
- 2000年8月 「デカダン-戦え。」 - ラッセル 役
- 2000年11月 「楽園」
- 2001年2月 「乙姫ノ灰」 - 一雄 役
- 2001年5月 「堕天」「神殿」※再演 -  岡田以蔵 役
- 2001年7月 「西遊記〜千変万化〜」 - 金閣/銀閣 役[6]
- 2001年12月 「Cornelia」 - アッシュ 役
- 2002年2月 「モノグラフィー」
- 2002年5月 「美しの水 White Blue Red」 -  藤原秀衡 役
- 2002年6月 「美しの水番外編 PURPLE 黄金 / 御伽 / 願い / 大地」 - 藤原秀衡 役
- 2002年8月 「ホタル」 - 深浦 役
- 2002年11月 「PSY・S」 - アルセーヌ・ルパン 役
- 2003年1月 「Garnet Opera」 - 羽柴秀吉 役
- 2003年6月 「shorts」 - （Second OPERA）豊臣秀吉 役 （THE FIRST CASE）ルパン 役
- 2003年8月 「堕天・神殿」※再演 -  （堕天）岡田以蔵 役 （神殿）ペリー 役
- 2004年5月 「DECADANCE I「〜光と影〜」」 - ラッセル 役
- 2004年8月 「FANTASISTA」 - ダマシッポス 役
- 2004年10月 「ジーザス・クライスト・レディオ・スター」 - 一之瀬彰 役
- 2005年1月 「西遊記 千変万化／百花繚乱」 - 紅孩児/光蕊 役
- 2005年5月 「桜の森の満開の下」 - ウマヤド 役
- 2005年10月 「SYNCHAO NICITY LULLABY」 - オズ 役
- 2006年1月 「BIRTHDAY」 - シキ 役
- 2008年12月 「新説・鬼娥島」 - 青龍 役 ※客演扱い
- 2008年12月 「Cornelia」 - ザギ 役 ※客演扱い
- 2009年11月 「桜の森の満開の下」 - ウマヤド 役 ※客演扱い
- 2010年5月 「PANDORA’S BY ME」 - （NEW WORLD）ドン 役 （FANTASISTA）タキタ 役
- 2010年7月 「枯れるやまぁ のたりのたりと まほろばよ あぁ悲しかろ あぁ咲かしたろ」 - 秀吉 役[7]
- 2010年12月 「ゆめゆめこのじ」 -（鶴）土方歳三 役（梟）桂小五郎 役
- 2010年12月 「Madam river and Mr.sofa」 - ハック 役
- 2011年4月 「堕天・神殿・遅咲きの蒼」 - 榎本武揚 役
- 2011年8月 「美しの水 White / Blue / Red / Purple(黄金、願い、御伽、息吹、大地)」 - 藤原秀衡 役
- 2014年8月 「ジーザス・クライスト・レディオ・スター」 〜俺が彼女＜やつ＞を救う!!〜  - 一之瀬彰 役
- 2015年11月 「From Chaster Coperpot〜NEW WORLD」 - ドン・ジョバンニ 役
- 2016年2月 「ジーザス・クライスト・サムライスター」〜殿中でござる！〜 - 吉良上野介 役
- 2016年6月 「Sin of Sleeping Snow」 - 羽柴秀吉 役
- 2017年6月 「枯れるやまぁ のたりのたりと まほろばよ あぁ悲しかろ あぁ咲かしたろ」 - 豊臣秀吉 役
- 2017年6月 「SECOND CHILDREN」 - 吉田文吾 役

#### その他公演
- 2001年8月 「飛行機雲」
- 2001年10月 「ぞめきの消えた夏」
- 2002年2月 「モノグラフィー」
- 2005年7月 「H〜i!Jack〜やあ!ジャックさん!!〜」
- 2007年9月 「switch」 - 梶山慶護 役
- 2008年2月 「となりの守護神（ガーディアン）」
- 2009年7月 「戦国BASARA」 - 織田信長 役
- 2010年4月 「戦国BASARA〜蒼紅共闘〜」 - 織田信長 役
- 2010年6月 「青面獣楊志」 - 晁蓋 役
- 2011年2月 「深説・八犬伝〜村雨恋奇譚〜」 - 犬飼現八 役
- 2013年4月 - 5月 「戦国BASARA3 宴」 - 織田信長 役
- 2014年10月 - 12月 「戦国BASARA4」 - 織田信長 役[8]
- 2015年5月 - 6月 ミュージカル「薄桜鬼〜黎明録〜」 - 芹沢鴨 役[9][10]
- 2016年1月 ミュージカル「薄桜鬼〜新選組奇譚〜」 - 芹沢鴨 役[11]
- 2016年3月 ミュージカル「さよならソルシエ」 - ムッシュ・ボドリアール 役[12]
- 2016年5月 「刀剣乱舞〜燃ゆる本能寺〜」 - 明智光秀 役
- 2016年7月 - 8月 「三人どころじゃない吉三」 - 土左衛門伝吉 役
- 2016年8月 ミュージカル「薄桜鬼 HAKU-MYU LIVE2」 - 芹沢鴨 役[13][14]
- 2016年12月 - 2017年1月 「刀剣乱舞〜燃ゆる本能寺〜」再演 - 明智光秀 役
- 2017年2月 「さらば俺たち賞金稼ぎ団」 - 輝石祐二 役[15][16]
- 2017年3月 ミュージカル「さよならソルシエ」 - ムッシュ・ボドリアール 役
- 2017年7月 「グランギニョル」 - バルラハ・ベル 役
- 2017年9月 - 10月 劇団シャイニング「マスカレイドミラージュ」 - ジェルマン 役
- 2017年11月 - 12月 「義風堂々!!」 - 豊臣秀吉 役[17]
- 2018年2月 - 3月 「おそ松さん on STAGE 〜SIX MEN’S SHOW TIME2〜」 - イヤミ 役
- 2018年8月 「七つの大罪 The STAGE」 - ヘルブラム 役
- 2018年9月 - 10月 「文豪ストレイドッグス 黒の時代」 - 森鴎外 役[18]
- 2018年11月 「喜劇 おそ松さん」 - イヤミ 役[19]
- 2019年2月 「機動戦士ガンダム00 破壊による再生Re:Build」 - アリー・アル・サーシェス 役[20]
- 2019年4月 「黒子のバスケ ULTIMATE-BLAZE 帝光編リーディング」 - 真田直人 役[21]
- 2019年5月 「西遊記〜千変万化〜」 - 銀角 役
- 2019年6月 - 7月 「文豪ストレイドッグス 三社鼎立」 - 森鴎外 役[22]
- 2019年8月 朗読劇「朝彦と夜彦1987」 - 山田夜彦 役
- 2019年10月 劇団シャイニング「エヴリィBuddy!」- ナカツガワ 役[23]
- 2019年11月 「おそ松さん on STAGE 〜SIX MEN'S SHOW TIME 3〜」 - イヤミ 役
- 2020年6月 「七つの大罪 The STAGE －裏切りの聖騎士長－」 - ドレファス 役 *公演中止
- 2020年7月 「機動戦士ガンダム00 破壊による覚醒 Re:(in)novation」 - アリー・アル・サーシェス 役 *公演延期
- 2020年10月 「富豪刑事 Balance:UNLIMITED The STAGE」 - 坂守信雄 役[24][25]
- 2020年10月　饗宴「Führer」
- 2020年11月 「喜劇 おそ松さん 其の2」 - イヤミ 役 *公演中止
- 2021年1月 - 2月 「GHOST WRITER」 - *降板

### イベント
- 2016年「舞台 刀剣乱舞 衣裳展」 SPECIAL EVENT 司会
- 2018年「おそ松さん on STAGE ～SIX MEN’S FESTIVAL～」[26]
- 2018年「劇団シャイニング from うたの☆プリンスさまっ♪ SHINING REVUE」司会[27]
- 2020年  DisGOONie FES 『20 SEASONS!』